# 西外乡
西外乡，是中华人民共和国四川省德阳市广汉市曾经下辖的一个乡。2019年12月，撤销西外乡和南兴镇，设立三星堆镇，以原西外乡和原南兴镇所属行政区域为三星堆镇的行政区域。

## 行政区划
西外乡撤销前下辖以下地区：
金谷村、狮堰村、楠林村、竹木村、高涧村和金山村。